# Szun-ce
Szun-ce (Sunzi) (hagyományos kínai: 孫子; egyszerűsített kínai: 孙子; pinjin (pinyin) hangsúlyjelekkel: Sūnzǐ, angolos átírásban: Sun Tzu; kb. i. e. 544 – i. e. 496) világhírű ókori kínai író, filozófus és hadvezér, a máig nagy hatású A háború művészete című hadtudományos kézikönyv szerzője. Eredeti neve Szun Vu (Sun Wu) (孫武 / 孙武) volt.

## Élete
Szun-ce (Sunzi) életéről meglehetősen kevés információval rendelkezünk. Feltehetően Vu (Wu) állam szülötte volt. A háború művészete című munkája hívta fel rá Ho-lü (Helü)nek, Vu (Wu) állam királyának figyelmét. Ho-lü (Helü) felismerte, hogy Szun-ce (Sunzi) olyan ember, aki tudja hogyan kell a hadsereget irányítani és kinevezte őt tábornokának. Több államot meghódított. Feltételezhetjük, hogy Szun-ce (Sunzi) sem élte túl uralkodóját, aki egy Jüe (Yue) elleni vesztes csatában szerzett sérüléseibe halt bele.
Rövid életrajza Sze-ma Csien (Sima Qian) történeti művének, a A történetíró feljegyzéseinek a 65. fejezetében olvasható:

„Szun-ce Vu (Sunzi Wu) Csi (Qi) fejedelemségből származott. A hadviselés szabályai (című könyve) miatt Vu (Wu) fejedelemség uralkodója, Ho-lü (Helü) látni kívánta. Ho-lü (Helü) azt mondta neki:

– Végigolvastam (könyved) tizenhárom fejezetét, lehetne-e egy kisebb próbát tenni a katonák kommandírozására?

– Lehet – hangzott a felelet.

– Lehetne a próbát fehérnéppel tenni? – kérdezte Ho-lü (Helü).

– Lehet – hangzott ismét a felelet.

Így aztán előhívtak a palotából száznyolcvan nőt. Szun-ce (Sunzi) két csapatra osztotta őket. A csapatok élére a fejedelem egy-egy kedvenc ágyasát állította. Megparancsolta, hogy valamennyien ragadjanak alabárdot, és azt kérdezte tőlük:

– Ugye tudjátok, hogy hol van a szívetek, a jobb és a bal kezetek valamint a hátatok?

– Tudjuk – felelték a nők.

Szun-ce (Sunzi) pedig így folytatta:

– Nos, amikor azt mondom: „előre nézz!”, akkor nézzetek a szívetek irányába (előre), ha azt mondom: „balra át!”, akkor forduljatok a bal kezetek felé, ha azt mondom: „jobbra át!”, akkor forduljatok a jobb kezetek felé, ha pedig azt mondom: „hátra arc!”, akkor forduljatok hátra.

Miután a nők jelezték, hogy értik, és tisztázva lettek a vezényszavak és szabályok, (Szun-ce (Sunzi)) felállította a harci baltásokat és alabárdosokat, hogy elkezdődjék a gyakorlat. Ezt követően dobszóra jobbra kellett volna fordulni, ám az asszonyok csak vihorásztak. Szun-ce (Sunzi) ekkor azt mondta:

– Ha a vezényszavak nem világosak, a parancsok pedig nem egyértelműek, az a hadvezér hibája.

Így aztán újra elkezdték a gyakorlatozást, és a dobszó hangjára balra kellett volna fordulni, ám a nők megint csak nevetésben törtek ki. :Szun-ce (Sunzi) ekkor így szólt:

– Ha a vezényszavak nem világosak, a parancsok pedig nem egyértelműek, az a hadvezér hibája, ám ha azok már érthetőek, és a katonák mégsem engedelmeskednek, az a tisztek hibája.

Ezek után elrendelte, hogy fejezzék le mindkét csapat vezetőjét. Vu (Wu) fejedelme egy emelvényről szemlélte a gyakorlatot, és amikor azt látta, hogy szeretett ágyasait le akarják fejezni, nagyon megrémült. Hamarjában egy futárt menesztett le a következő üzenettel: „Már meggyőződtem a tábornok hadvezetési képességéről. Szeretném, ha nem végeznék ki e két ágyasomat, mert náluk nélkül még az étel is ízetlen." Szun-ce (Sunzi) azt felelte:

– Már elfogadtam a hadvezéri megbízásomat, és a sereg hadvezéreként vannak olyan parancsaid felség, melyeket nem fogadhatok el.

Ezt követően pedig lefejeztette a két csapat parancsnokát, hogy példát statuáljon, majd helyükre a sorban következőket nevezte ki csapatparancsnoknak. Ezek után dobszó kíséretében újra neki kezdtek a gyakorlatozásnak. A nők balra, jobbra, előre és hátra fordultak, letérdeltek, felálltak, valamennyi gyakorlatot pontosan, előírásszerűen hajtották végre, s meg sem mertek mukkanni. Ezután Szun-ce (Sunzi) a futárt a következő üzenettel küldte a fejedelemhez: „A katonák immár fegyelmezettek, ki vannak képezve. Felség, lejöhetsz és megtekintheted a próbát. Felhasználhatók bármire, amit a fejedelmük megkíván tőlük; ha úgy parancsolod akár tűzön, vízen is keresztül mennek.” Vu (Wu) fejedelme azonban így válaszolt:

– A hadvezér fejezze be a gyakorlatot és megpihenhet a táborban. Jómagam nem kívánok lemenni és szemlét tartani.

Szun-ce (Sunzi) ezt mondta erre:

– A fejedelem csak a szavakat szereti, de képtelen azokat valóra váltani.

Ezek után Ho-lü (Helü) felismerte Szun-ce (Sunzi) hadvezetési képességét, és végül kinevezte hadvezérévé. Nyugaton vereséget mért az erős Csu (Chu) fejedelemségre és benyomult (a fővárosába,) Jing-be; északon rettegésben tartotta Csi (Qi) és Cin (Jin) fejedelemségeket, hírnevet szerezve a fejedelmek között, és aki mellé Szun-ce (Sunzi) állt, az megerősödött.

(Tokaji Zsolt fordítása)”

## Műve

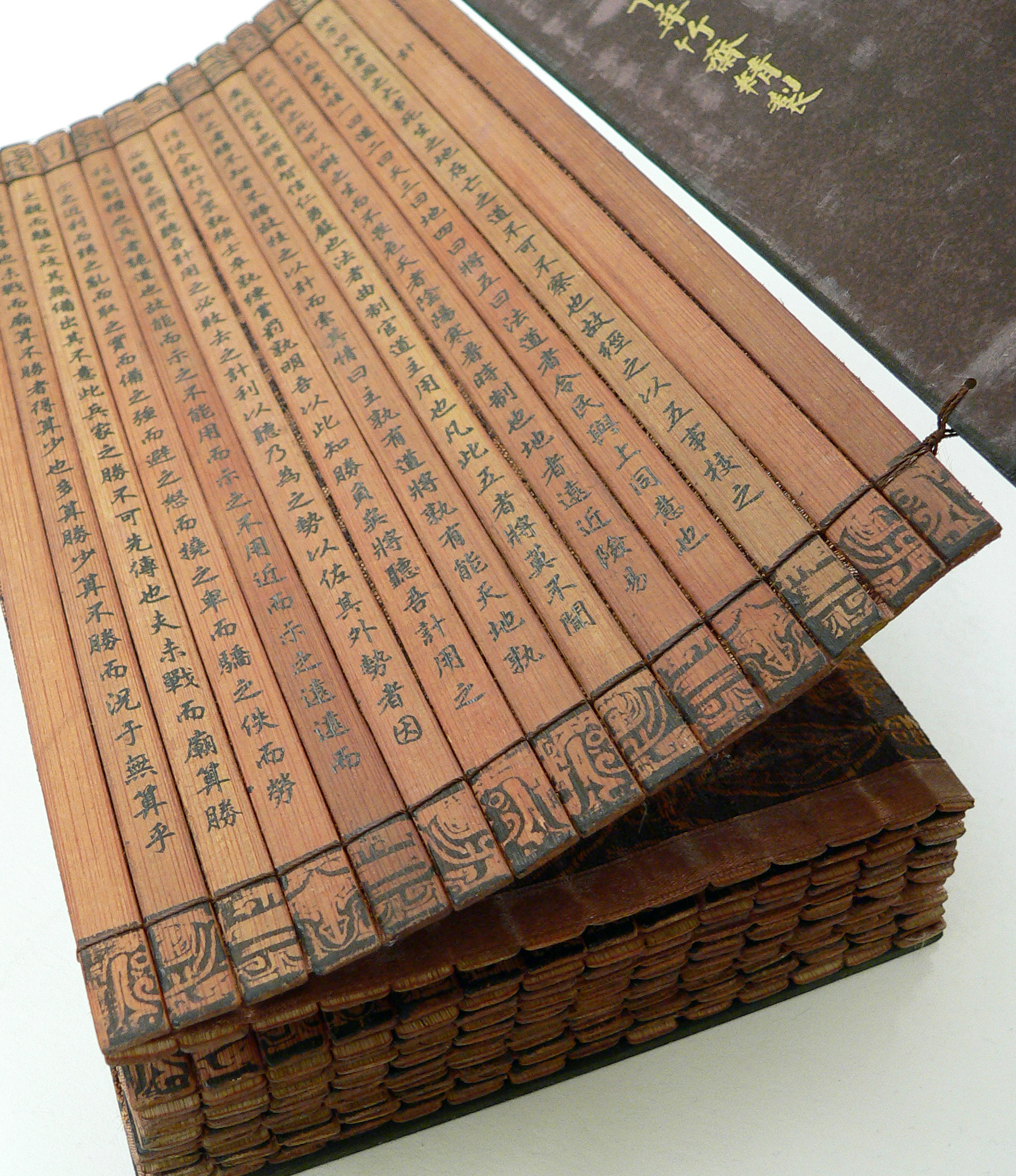
A háború művészete (bambuszkönyv)

A Szun Vu (Sun Wu)nak tulajdonított A háború művészete nem csak a kínai, hanem az egész világ hadtudományos irodalmának egyik legrégebbi és legnagyobb hatású alkotása. A mű logikusan szerkesztett fejezeteiben a szerző a hadviselés olyan alapvető kérdésköreit tárgyalja, mint a diplomácia a különböző államok között, a hadviselés gazdasági feltételei, konkrét taktikai és hadműveleti problémák, terepviszonyok és a hírszerzés. A modern filológiai kutatások szerint aligha keletkezhetett a Hadakozó fejedelemségek koránál (i. e. 4–3. század) régebben.
Európában az írás Jean Joseph Marie Amiot francia jezsuita szerzetes révén vált ismertté 1772-ben. Amiot fordítása hevenyészett és szakszerűtlen volt. Lionel Giles 1906-ban fordította le szakszerűen.
Az első magyar fordítás Tőkei Ferencnek (1930-2000) köszönhető.

## Magyarul
- Szun-ce: A hadviselés törvényei, ford: Tőkei Ferenc, Zrínyi Kiadó, Budapest, 1963
- Szun-ce: A hadviselés törvényei, ford: Tőkei Ferenc, Balassi Kiadó, Budapest, 1995
- Sun Tzu: A hadviselés művészete; angolból ford. Hahn István, szerk. Szabó András, Radvánszky Andrea; KOBUDO-IAIDO Távolkeleti Harcművészetek Baráti Köre, Bp., Köre, 1996
- Szun Ce: A hadviselés tudománya, ford: Édes Bálint, Göncöl Kiadó, Budapest, 1996, 1998, 2002, 2004, 2006, 2012 ISBN 963-9183-39-3
- Sun Tzu: A hadviselés művészete; magyarra átdolg. Hahn István, szerk. Szabó András, Radvánszky Andrea, Zsolt Péter; Hunor Vállalkozás, Bp., 2003 (Budo kiskönyvtár)
- Szun-ce: A háború művészete; ford. Tokaji Zsolt, Szántai Zsolt; Cartaphilus, Bp., 2006
- Szun mester: A' hadakozás regulái, ford: Tokaji Zsolt, Terebess Kiadó, Budapest, 1997; Fapadoskonyv.hu 2010. ISBN 978-963-329-085-9
- Szun-ce: A háború művészete, ford: Szántai Zsolt – Tokaji Zsolt, Cartaphilus Könyvkiadó, Budapest, 2008. ISBN 978-963-7448-54-6
- Szun Ce: A hadviselés tudománya; ford. Kard Eszter; Göncöl, Bp., 2012
- Szun-ce: A háború művészete; ford. Tokaji Zsolt; Helikon Kiadó, Bp., 2015 (Helikon zsebkönyvek 7.)
- Szun-ce : A háború művészete; ford: Tokaji Zsolt (2006) ; Trubadúr kiadó, Bp, 2022 ISBN 978-615-6490-28-5